# Major League Soccer de 2001
A Major League Soccer de 2001 foi a sexta edição da MLS. Devido aos ataques de 11 de setembro, a temporada foi diminuida, com os clubes disputando 26 jogos, com exceção do New England Revolution, Chicago Fire, Tampa Bay Mutiny e Kansas City Wizards que disputaram 27 jogos.

## Estádios
| Chicago Fire       | Colorado Rapids    | Columbus Crew          | D.C. United          | Dallas Burn          | Kansas City Wizards   |
| ------------------ | ------------------ | ---------------------- | -------------------- | -------------------- | --------------------- |
| Soldier Field      | Mile High Stadium  | Columbus Crew Stadium  | RFK Memorial Stadium | Cotton Bowl          | Arrowhead Stadium     |
| Capacidade: 61 500 | Capacidade: 76 273 | Capacidade: 22 555     | Capacidade: 46 000   | Capacidade: 92 100   | Capacidade: 81 425    |
|                    |                    |                        |                      |                      |                       |
| Los Angeles Galaxy | Miami Fusion       | New England Revolution | NY/NJ MetroStars     | San José Earthquakes | Tampa Bay Mutiny      |
| Rose Bowl          | Lockhart Stadium   | Foxboro Stadium        | Giants Stadium       | Spartan Stadium      | Raymond James Stadium |
| Capacidade: 92 542 | Capacidade: 20 450 | Capacidade: 60 292     | Capacidade: 80 200   | Capacidade: 30 456   | Capacidade: 65 857    |
|                    |                    |                        |                      |                      |                       |

## Classificação

### Classificação das Conferências
| Conferência Leste |                                |     |    |    |   |    |    |    |     |
| #                 | Equipe                         | Pts | J  | V  | E | D  | GP | GC | SG  |
| 1                 | Miami Fusion                   | 53  | 26 | 16 | 5 | 5  | 57 | 36 | +21 |
| 2                 | New York/New Jersey MetroStars | 42  | 26 | 13 | 3 | 10 | 38 | 35 | +3  |
| 3                 | New England Revolution         | 27  | 27 | 7  | 6 | 14 | 35 | 52 | -17 |
| 4                 | D.C. United                    | 26  | 26 | 8  | 2 | 16 | 42 | 50 | -8  |

|  |                                |
|  | Classificados para os playoffs |

| Conferência Central |                  |     |    |    |   |    |    |    |     |
| #                   | Equipe           | Pts | J  | V  | E | D  | GP | GC | SG  |
| 1                   | Chicago Fire     | 53  | 27 | 16 | 5 | 6  | 50 | 30 | +20 |
| 2                   | Columbus Crew    | 45  | 26 | 13 | 6 | 7  | 49 | 36 | +13 |
| 3                   | Dallas Burn      | 35  | 26 | 10 | 5 | 11 | 48 | 47 | +1  |
| 4                   | Tampa Bay Mutiny | 14  | 27 | 4  | 2 | 21 | 32 | 68 | -36 |

|  |                                |
|  | Classificados para os playoffs |

| Conferência Oeste |                      |     |    |    |   |    |    |    |     |
| #                 | Equipe               | Pts | J  | V  | E | D  | GP | GC | SG  |
| 1                 | Los Angeles Galaxy   | 47  | 26 | 14 | 5 | 7  | 52 | 36 | +16 |
| 2                 | San Jose Earthquakes | 45  | 26 | 13 | 6 | 7  | 47 | 29 | +18 |
| 3                 | Kansas City Wizards  | 36  | 27 | 11 | 3 | 13 | 33 | 53 | -20 |
| 4                 | Colorado Rapids      | 23  | 26 | 5  | 8 | 13 | 36 | 47 | -11 |

|  |                                |
|  | Classificados para os playoffs |

### Classificação Geral
| Major League Soccer |                                |     |    |    |   |    |    |    |     |
| #                   | Equipe                         | Pts | J  | V  | E | D  | GP | GC | SG  |
| 1                   | Miami Fusion                   | 53  | 26 | 16 | 5 | 5  | 57 | 36 | +21 |
| 2                   | Chicago Fire                   | 53  | 27 | 16 | 5 | 6  | 50 | 30 | +20 |
| 3                   | Los Angeles Galaxy             | 47  | 26 | 14 | 5 | 7  | 52 | 36 | +16 |
| 4                   | Columbus Crew                  | 45  | 26 | 13 | 6 | 7  | 49 | 36 | +13 |
| 5                   | San Jose Earthquakes           | 45  | 26 | 13 | 6 | 7  | 47 | 29 | +18 |
| 6                   | New York/New Jersey MetroStars | 42  | 26 | 13 | 3 | 10 | 38 | 35 | +3  |
| 7                   | Dallas Burn                    | 35  | 26 | 10 | 5 | 11 | 48 | 47 | +1  |
| 8                   | Kansas City Wizards            | 36  | 27 | 11 | 3 | 13 | 33 | 53 | -20 |
| 9                   | New England Revolution         | 27  | 27 | 7  | 6 | 14 | 35 | 52 | -17 |
| 10                  | D.C. United                    | 26  | 26 | 8  | 2 | 16 | 42 | 50 | -8  |
| 11                  | Colorado Rapids                | 23  | 26 | 5  | 8 | 13 | 36 | 47 | -11 |
| 12                  | Tampa Bay Mutiny               | 14  | 27 | 4  | 2 | 21 | 32 | 68 | -36 |

|  |                                                       |
|  | MLS Supporters' Shield, Classificado para os playoffs |
|  | Classificados para os playoffs                        |

## Playoffs
|  | Quartas-de-Final | Quartas-de-Final               | Quartas-de-Final     | Quartas-de-Final   | Quartas-de-Final |   |                    | Semi-Finais  | Semi-Finais | Semi-Finais | Semi-Finais | Semi-Finais |  |  | MLS Cup 2001 | MLS Cup 2001         | MLS Cup 2001 | MLS Cup 2001 | MLS Cup 2001 | MLS Cup 2001 | MLS Cup 2001 |
|  |                  |                                |                      |                    |                  |   |                    |              |             |             |             |             |  |  |              |                      |              |              |              |              |              |
|  | 1                | Miami Fusion                   | 2                    | 1                  | 2                |   |                    |              |             |             |             |             |  |  |              |                      |              |              |              |              |              |
|  | 8                | Kansas City Wizards            | 0                    | 1                  | 0                |   |                    |              |             |             |             |             |  |  |              |                      |              |              |              |              |              |
|  | 8                | Kansas City Wizards            | 0                    | 1                  | 0                |   | 1                  | Miami Fusion | 1           | 0           | 0           |             |  |  |              |                      |              |              |              |              |              |
|  |                  |                                |                      |                    |                  |   | 1                  | Miami Fusion | 1           | 0           | 0           |             |  |  |              |                      |              |              |              |              |              |
|  |                  | 5                              | San Jose Earthquakes | 0                  | 4                | 1 |                    |              |             |             |             |             |  |  |              |                      |              |              |              |              |              |
|  | 4                | 5                              | San Jose Earthquakes | 0                  | 4                | 1 | Columbus Crew      | 1            | 0           | -           |             |             |  |  |              |                      |              |              |              |              |              |
|  | 4                |                                |                      |                    |                  |   | Columbus Crew      | 1            | 0           | -           |             |             |  |  |              |                      |              |              |              |              |              |
|  | 5                | San Jose Earthquakes           | 3                    | 3                  | -                |   |                    |              |             |             |             |             |  |  |              |                      |              |              |              |              |              |
|  |                  |                                |                      |                    |                  |   |                    |              |             |             |             |             |  |  | 5            | San Jose Earthquakes | 2            |              |              |              |              |
|  |                  |                                | 3                    | Los Angeles Galaxy | 1                |   |                    |              |             |             |             |             |  |  |              |                      |              |              |              |              |              |
|  | 2                | Chicago Fire                   | 2                    | 1                  | 2                |   |                    |              |             |             |             |             |  |  |              |                      |              |              |              |              |              |
|  | 7                | Dallas Burn                    | 0                    | 1                  | 0                |   |                    |              |             |             |             |             |  |  |              |                      |              |              |              |              |              |
|  | 7                | Dallas Burn                    | 0                    | 1                  | 0                |   | 2                  | Chicago Fire | 1           | 0           | 1           |             |  |  |              |                      |              |              |              |              |              |
|  |                  |                                |                      |                    |                  |   | 2                  | Chicago Fire | 1           | 0           | 1           |             |  |  |              |                      |              |              |              |              |              |
|  |                  | 3                              | Los Angeles Galaxy   | 1                  | 1                | 2 |                    |              |             |             |             |             |  |  |              |                      |              |              |              |              |              |
|  | 3                | 3                              | Los Angeles Galaxy   | 1                  | 1                | 2 | Los Angeles Galaxy | 1            | 1           | 3           |             |             |  |  |              |                      |              |              |              |              |              |
|  | 3                |                                |                      |                    |                  |   | Los Angeles Galaxy | 1            | 1           | 3           |             |             |  |  |              |                      |              |              |              |              |              |
|  | 6                | New York/New Jersey MetroStars | 1                    | 4                  | 2                |   |                    |              |             |             |             |             |  |  |              |                      |              |              |              |              |              |

## Quartas-de-Final
Jogo 1
| 22 de setembro | Miami Fusion                        | 2 – 0 | Kansas City Wizards | Lockhart Stadium, Fort Lauderdale |
|                | Diego Serna 28' · Pineda Chacón 53' |       |                     | Público: 6 281                    |

Jogo 2
| 26 de setembro | Kansas City Wizards                                      | 3 – 0 | Miami Fusion | Arrowhead Stadium, Kansas City |
|                | Lowe 24' · Matt McKeon 31' (pen.) · Francisco Gomez 45+' |       |              | Público: 5 803                 |

Jogo 3
| 29 de setembro | Miami Fusion              | 2 – 1 | Kansas City Wizards | Lockhart Stadium, Fort Lauderdale |
|                | Preki 14' · Henderson 71' |       | 13' Lowe            | Público: 8 119                    |

- Kansas City Wizards venceu a série por 2 - 1, e avançou a semi-final.

## 
Jogo 1
| 22 de setembro | Columbus Crew              | 1 – 3 | San José Earthquakes        | Columbus Crew Stadium, Columbus |
|                | Robert Warzycha 54' (pen.) |       | 5', 45' Donovan · 31' Lagos | Público: 20 883                 |

Jogo 2
| 26 de setembro | San José Earthquakes                         | 3 – 0 | Columbus Crew | Spartan Stadium, San José |
|                | Lagos 9' · Ronald Cerritos 68' · Donovan 76' |       |               | Público: 10 419           |

- San José Earthquakes venceu a série por 2 - 0, e avançou a semi-final.

Jogo 1
| 20 de setembro | Chicago Fire                        | 2 – 0 | Dallas Burn | Soldier Field, Chicago |
|                | Bocanegra 40' · Evan Whitfield 90+' |       |             | Público: 8 314         |

Jogo 2
| 23 de setembro | Dallas Burn       | 1 – 1 | Chicago Fire | Cotton Bowl, Dallas |
|                | Jamar Beasley 84' |       | 27' Deering  | Público: 17 149     |

Jogo 3
| 29 de setembro | Chicago Fire              | 2 – 0 | Dallas Burn | Soldier Field, Chicago |
|                | Kovalenko 17' · Armas 55' |       |             | Público: 12 811        |

- Chicago Fire venceu a série por 2 - 1, e avançou a semi-final.

Jogo 1
| 23 de setembro | Los Angeles Galaxy | 1 – 1 | NY/NJ MetroStars  | Rose Bowl, Pasadena |
|                | Caligiuri 63'      |       | 29' Rodrigo Faria | Público: 11 580     |

Jogo 2
| 26 de setembro | NY/NJ MetroStars                                       | 4 – 1 | Los Angeles Galaxy | Giants Stadium, East Rutherford |
|                | Rodrigo Faria 72', 80' · Mark Chung 75' · Valencia 83' |       | 4' Sasha Victorine | Público: 12 817                 |

Jogo 3
| 29 de setembro | Los Angeles Galaxy                                                 | 3 – 2 | NY/NJ MetroStars         | Rose Bowl, Pasadena |
|                | Sasha Victorine 21', 33' · Adam Frye 56' · Mauricio Cienfuegos 98' |       | 49', 60' Petter Villegas | Público: 6 154      |

- Los Angeles Galaxy venceu a série com o gol de ouro de Cienfuegos que decidiu a série, que estava empatada em 1-1, e avançou a semi-final.

## Semi-Finais
Jogo 1
| 10 de outubro | Miami Fusion | 1 – 0 | San José Earthquakes | Lockhart Stadium, Fort Lauderdale |
|               | Preki 53'    |       |                      | Público: 9 236                    |

Jogo 2
| 14 de outubro | San José Earthquakes                                       | 4 – 0 | Miami Fusion | Spartan Stadium, San José |
|               | Donovan 16' · Ian Russell 57' · Lagos 69' · De Rosario 89' |       |              | Público: 16 119           |

Jogo 3
| 17 de outubro | Miami Fusion | 0 – 1 (PRO) | San José Earthquakes | Lockhart Stadium, Fort Lauderdale |
|               |              |             | 94' Troy Dayak       | Público: 11 242                   |

- San José Earthquakes venceu a série por 2 - 1, e avançou a MLS Cup 2000.

## 
Jogo 1
| 10 de outubro | Chicago Fire | 1 – 1 | Los Angeles Galaxy | Soldier Field, Chicago |
|               | Wynalda 32'  |       | 44' Hernández      | Público: 10 388        |

Jogo 2
| 13 de outubro | Los Angeles Galaxy | 1 – 0 (PRO) | Chicago Fire | Rose Bowl, Pasadena |
|               | Peter Vagenas 94'  |             |              | Público: 16 119     |

Jogo 3
| 17 de outubro | Chicago Fire | 1 – 2 (PRO) | Los Angeles Galaxy                   | Soldier Field, Chicago |
|               | Beasley 30'  |             | 44' Califf · 98' Mauricio Cienfuegos | Público: 13 444        |

- Los Angeles Galaxy venceu a série por 2 - 0, e avançou a MLS Cup 2000.

## MLS Cup 2001
| 21 de outubro de 2001 | San José Earthquakes         | 2 – 1 (PRO) | Los Angeles Galaxy | Columbus Crew Stadium, Columbus         |
|                       | Donovan 43' · De Rosario 96' |             | 21' Hernández      | Público: 21 626 Árbitro: Paul Tamberino |

## Campeões do Ano
- MLS Cup - San José Earthquakes
- MLS Supporters' Shield - Miami Fusion
- U.S. Open Cup - Los Angeles Galaxy

## Competições Internacionais
Copa dos Campeões da CONCACAF
- Kansas City Wizards
Edição de 2001 cancelada; o Wizards ganhou uma vaga na Copa dos Campeões da CONCACAF de 2002.
- Chicago Fire
Edição de 2001 cancelada; o Fire ganhou uma vaga na Copa dos Campeões da CONCACAF de 2002.

Copa Merconorte
- New York/New Jersey MetroStars
Teve 3 vitórias e 3 derrotas na fase de grupos e não avançou.
Derrotou o  Deportivo Italchacao, por 2-0 em casa.
Premiado com duas vitórias contra
  Club Deportivo Guadalajara, depois que o clube se recusou a viajar.
Derrotado pelo  Deportivo Italchacao, por 2-1 fora de casa.
Derrotado pelo Millonarios, por 2-1 fora de casa e por 1-0 em casa.
- Kansas City Wizards
Teve 1 vitória, 1 empate e 4 derrotas na fase de grupos e não avançou.
Derrotou o  Barcelona, por 3-2 fora de casa, e empatou por 1-1 em casa.
Derrotado pelo  Santos Laguna, por 4-2 fora de casa e por 1-0 em casa.
Derrotado pelo  Sporting Cristal, por 2-1 em casa e fora de casa.

Copa Gigantes da CONCACAF
- D.C. United
Derrotou o  Arnett Gardens, por 5-1 no agregado nas quartas-de-finais.
Derrotou  o Comunicaciones, por 2-1 na semifinal.
Derrotado pelo  América do México, por 2-0 na final.
- Columbus Crew
Derrotado pelo  Deportivo Saprissa, por 3-1 no agregado nas quartas-de-finais.

## Premiações

### Jogador da Semana
| Semana    | Jogador da Semana  | Clube                  |
| --------- | ------------------ | ---------------------- |
| Semana 1  | Alex Pineda Chacón | Miami Fusion           |
| Semana 2  | Chris Klein        | Kansas City Wizards    |
| Semana 3  | Chris Brown        | Kansas City Wizards    |
| Semana 4  | Cobi Jones         | Los Angeles Galaxy     |
| Semana 5  | Clint Mathis       | NY/NJ MetroStars       |
| Semana 6  | Mamadou Diallo     | Tampa Bay Mutiny       |
| Semana 7  | Catê               | New England Revolution |
| Semana 8  | Nick Rimando       | Miami Fusion           |
| Semana 9  | Diego Serna        | Miami Fusion           |
| Semana 10 | Alex Pineda Chacón | Miami Fusion           |
| Semana 11 | Dante Washington   | Columbus Crew          |
| Semana 12 | Eric Quill         | Tampa Bay Mutiny       |
| Semana 13 | Preki              | Miami Fusion           |
| Semana 14 | John Spencer       | Colorado Rapids        |
| Semana 15 | Santino Quaranta   | D.C. United            |
| Semana 16 | Paul Bravo         | Colorado Rapids        |
| Semana 18 | Adin Brown         | Tampa Bay Mutiny       |
| Semana 19 | Landon Donovan     | San José Earthquakes   |
| Semana 20 | Alex Pineda Chacón | Miami Fusion           |
| Semana 21 | DaMarcus Beasley   | Chicago Fire           |
| Semana 22 | Ronald Cerritos    | San José Earthquakes   |
| Semana 23 | Alex Pineda Chacón | Miami Fusion           |

### Jogador do Mês
| Mês    | Jogador do Mês     | Clube            |
| ------ | ------------------ | ---------------- |
| Abril  | Alex Pineda Chacón | Miami Fusion     |
| Maio   | Clint Mathis       | NY/NJ MetroStars |
| Junho  | Diego Serna        | Miami Fusion     |
| Julho  | Hristo Stoitchkov  | Chicago Fire     |
| Agosto | Brian Maisonneuve  | Columbus Crew    |

### Prêmios Individuais
| Prêmio             | Jogador                        | Clube                |
| ------------------ | ------------------------------ | -------------------- |
| Melhor Jogador     | Alex Pineda Chacón             | Miami Fusion         |
| Maior Pontuador    | Alex Pineda Chacón - (57 Pts.) | Miami Fusion         |
| Defensor do Ano    | Jeff Agoos                     | San José Earthquakes |
| Goleiro do Ano     | Tim Howard                     | NY/NJ MetroStars     |
| Novato do Ano      | Rodrigo Faria                  | NY/NJ MetroStars     |
| Técnico do Ano     | Frank Yallop                   | San José Earthquakes |
| Regresso do Ano    | Troy Dayak                     | San José Earthquakes |
| Gol do Ano         | Clint Mathis                   | NY/NJ MetroStars     |
| Fair Play          | Alex Pineda Chacón             | Miami Fusion         |
| Humanitário do Ano | Tim Howard                     | NY/NJ MetroStars     |

## Estatísticas

### Maiores Pontuadores
| Posição | Jogador               | Clube                | Gols | Assistências | Pontuação |
| ------- | --------------------- | -------------------- | ---- | ------------ | --------- |
| 1       | Alex Pineda Chacón    | Miami Fusion         | 19   | 9            | 47        |
| 2       | Diego Serna           | Miami Fusion         | 15   | 15           | 45        |
| 3       | John Spencer          | Colorado Rapids      | 14   | 7            | 35        |
| 4       | Jeff Cunningham       | Columbus Crew        | 10   | 13           | 33        |
| 5       | John Wilmar Pérez     | Columbus Crew        | 8    | 15           | 31        |
| 6       | Preki                 | Miami Fusion         | 8    | 14           | 30        |
|         | Ariel Graziani        | Dallas Burn          | 11   | 8            | 30        |
| 8       | Abdul Thompson Conteh | D.C. United          | 14   | 1            | 29        |
| 9       | Ronald Cerritos       | San José Earthquakes | 11   | 6            | 28        |
| 10      | Eric Wynalda          | Chicago Fire         | 10   | 5            | 25        |

- O marcador é calculado da seguinte forma: 2 pontos por um gol e um ponto para um passe.

### Artilheiros
| Posição | Jogador               | Clube                | Gols |
| ------- | --------------------- | -------------------- | ---- |
| 1       | Alex Pineda Chacón    | Miami Fusion         | 19   |
| 2       | Diego Serna           | Miami Fusion         | 15   |
| 3       | John Spencer          | Colorado Rapids      | 14   |
|         | Abdul Thompson Conteh | D.C. United          | 14   |
| 5       | Ronald Cerritos       | San José Earthquakes | 11   |
|         | Ariel Graziani        | Dallas Burn          | 11   |
| 7       | Jeff Cunningham       | Columbus Crew        | 10   |
|         | Eric Wynalda*         | Chicago Fire         | 10   |
| 9       | Mamadou Diallo        | Tampa Bay Mutiny     | 9    |
|         | Jaime Moreno          | D.C. United          | 9    |

*Jogador jogou por mais de um time - Ultimo time listado

### Líderes de Assistências
| Posição | Jogador           | Clube              | Assistências |
| ------- | ----------------- | ------------------ | ------------ |
| 1       | Diego Serna       | Miami Fusion       | 15           |
|         | John Wilmar Pérez | Columbus Crew      | 15           |
| 3       | Preki             | Miami Fusion       | 14           |
| 4       | Jeff Cunningham   | Columbus Crew      | 13           |
|         | Ian Bishop        | Miami Fusion       | 13           |
| 6       | Marco Etcheverry  | D.C. United        | 12           |
|         | Oscar Pareja      | Dallas Burn        | 12           |
| 8       | Ross Paule        | NY/NJ MetroStars   | 11           |
|         | Simon Elliott     | Los Angeles Galaxy | 11           |

### Estatística dos Goleiros
(Mínimo 900 minutos)
| No. | Jogador        | Clube                  | Jogos | Minutos | Gols Sofridos | Percentual de GS |
| --- | -------------- | ---------------------- | ----- | ------- | ------------- | ---------------- |
| 1   | Zach Thornton  | Chicago Fire           | 27    | 2496    | 30            | 1.08             |
| 2   | Joe Cannon     | San José Earthquakes   | 25    | 2306    | 28            | 1.09             |
| 3   | Kevin Hartman  | Los Angeles Galaxy     | 11    | 1007    | 14            | 1.25             |
| 4   | Nick Rimando   | Miami Fusion           | 25    | 2300    | 33            | 1.29             |
| 5   | Tim Howard     | NY/NJ MetroStars       | 26    | 2370    | 35            | 1.33             |
| 6   | Tom Presthus   | Columbus Crew          | 25    | 2309    | 35            | 1.36             |
| 7   | Matt Reis      | Los Angeles Galaxy     | 16    | 1405    | 22            | 1.41             |
| 8   | Tony Meola     | Kansas City Wizards    | 17    | 1534    | 28            | 1.64             |
| 9   | Juergen Sommer | New England Revolution | 10    | 911     | 17            | 1.68             |
| 10  | Matt Jordan    | Dallas Burn            | 26    | 2388    | 45            | 1.70             |

### Estatística dos Técnicos
| Técnico            | Clube                  | Vitórias | Empates | Derrotas | PCT.  | PTS. |
| ------------------ | ---------------------- | -------- | ------- | -------- | ----- | ---- |
| Ray Hudson         | Miami Fusion           | 16       | 5       | 5        | 0.712 | 53   |
| Bob Bradley        | Chicago Fire           | 16       | 5       | 6        | 0.685 | 53   |
| Sigi Schmid        | Los Angeles Galaxy     | 14       | 5       | 7        | 0.635 | 47   |
| Frank Yallop       | San Jose Earthquakes   | 13       | 6       | 7        | 0.615 | 45   |
| Octavio Zambrano   | NY/NJ MetroStars       | 13       | 3       | 10       | 0.558 | 42   |
| Greg Andrulis      | Columbus Crew          | 12       | 4       | 4        | 0.700 | 40   |
| Bob Gansler        | Kansas City Wizards    | 11       | 3       | 13       | 0.463 | 36   |
| Mike Jeffries      | Dallas Burn            | 10       | 5       | 11       | 0.481 | 35   |
| Thomas Rongen      | D.C. United            | 8        | 2       | 16       | 0.346 | 26   |
| Fernando Clavijo   | New England Revolution | 7        | 6       | 14       | 0.370 | 27   |
| Tim Hankinson      | Colorado Rapids        | 5        | 8       | 13       | 0.346 | 23   |
| Alfonso Mondelo    | Tampa Bay Mutiny       | 3        | 1       | 12       | 0.219 | 10   |
| Tom Fitzgerald     | Columbus Crew          | 1        | 2       | 3        | 0.333 | 5    |
| Perry Van der Beck | Tampa Bay Mutiny       | 1        | 1       | 9        | 0.136 | 4    |

### Público
| Clube                  | Jogos | Público Total | Média Por Jogo |
| ---------------------- | ----- | ------------- | -------------- |
| D.C. United            | 12    | 258,213       | 21,518         |
| NY/NJ MetroStars       | 13    | 270,477       | 20,806         |
| Columbus Crew          | 13    | 227,644       | 17,511         |
| Los Angeles Galaxy     | 13    | 226,035       | 17,387         |
| Colorado Rapids        | 13    | 214,249       | 16,481         |
| Chicago Fire           | 14    | 229,438       | 16,388         |
| New England Revolution | 13    | 203,501       | 15,654         |
| Dallas Burn            | 13    | 163,465       | 12,574         |
| Miami Fusion F.C.      | 14    | 156,481       | 11,177         |
| Kansas City Wizards    | 13    | 142,402       | 10,954         |
| Tampa Bay Mutiny       | 14    | 146,704       | 10,479         |
| San Jose Earthquakes   | 13    | 125,250       | 9,635          |
| TOTAL                  | 158   | 2,363,859     | 14,961         |